# Страхов, Нил Петрович
Нил Петрович Страхов (1824—1875) — русский врач.

## Биография
Родился в семье доктора медицины Петра Илларионовича Страхова 7 (19) сентября 1824 года. В 1848 году с отличием окончил медицинский факультет Московского университета. Был врачом в Московской духовной академии.
С 1852 года служил в Шлиссельбургской, а затем — в Новоладожской городских больницах. В 1856 году перешел в министерство государственных имуществ и до самой смерти занимал место окружного ладожского врача. В 1859 году за диссертацию «De blenorrhoca urethrae acuta in sexuverili» (М., 1857) был удостоен степени доктора медицины Московского университета.
Кроме диссертации известны его «Физиологические письма» («Русский Мир». — 1859. — № 2, 22, 59), «О простых телах» (ЖМНП. — 1859).
Умер 7 (19) июня 1875 года и был похоронен в Троице-Сергиевой лавре.